# Zakarawayh ibn Mihrawayh
Zakarawayh ibn Mihrawayh —àrab: زکرويه بن مهرويه, Zakarawayh b. Mihrawayh— (mort el 907) fou un dels primers daïs (missioners) ismaïlites a l'Iraq. El nom és un diminutiu persa de Zakariyya o Zakaroye. Apareix sovint en la forma errònia de Zikrawayh ibn Mihrawayh. Era originari d'un poble proper a Kufa (al-Maysaniyya); el seu pare fou un dels primers missioners que van seguir Abdan; va predicar entre la tribu Kulayb a la vora del desert a l'oest de Kufa; el 899 un cisma va escindir als ismaïlites en dos grups i Zakarawayh va instigar l'assassinat d'Abdan el 899 però la facció del mort encara va subsistir al sud d'Iraq durant uns quants anys. Zakarawayh després del crim va haver de fugir per por de la venjança dels fidels d'Abdan però el 900 va tornar a actuar predicant en les tribus del desert sirià, asad, tayyi i Banu Tamim; tenia residència a al-Sawar a 7 km d'al-Kadisiyya.
El 901 va enviar els seus dos fills Yahya i Husayn com a missioners als kalbites de Palmira, i van aconseguir l'adhesió de molts clans de la tribu per una revolta armada contra els abbàssides. Van saquejar Rusafa al-Sham a l'Eufrates mitjà i van assetjar Damasc sense èxit (desembre de 902 a juliol del 903). Aquesta revolta fou una iniciativa de Zakarawayh feta sense autorització de les màximes autoritats fatimites-ismaïlites, i va obligar a la fugida del mahdi Ubayd Allah de Salamiyya cap al Magreb. El 903 l'exèrcit abbàssida va aplanar la rebel·lió i llavors el moviment fou desautoritzat pels fatimites i Zakarawayh i els seus fills foren condemnats a l'oblit.
Però el 906 Zakarawayh va reprendre la seva activitat subversiva; els beduïns kalbites van saquejar Busra i Tabariya (Tiberíades) a Síria, i Hit a l'Eufrates. El 2 d'octubre de 906 (Festa del sacrifici) van atacar sobtadament Kufa i després van derrotar l'exèrcit abbàssida que marxava contra el seu quarter a Sawar. Llavors va atacar a una (la segona) de les tres caravanes de pelegrins iraquians a al-Aqaba i va fer un gran botí. Però el 10 de gener de 907 foren atacats per un exèrcit abbàssida dirigida pel general Wasif, prop de les ruïnes d'Iram al uadi Dhi Kar (a uns 160 km a l'oest de Bàssora) i després de dos dies de combat els beduïns foren derrotats i Zakarawayh va ser ferit molt greu i va morir de la ferida.